# Sikkarayapuram
Sikkarayapuram là một thị trấn thống kê (census town) của quận Kancheepuram thuộc bang Tamil Nadu, Ấn Độ.

## Nhân khẩu
Theo điều tra dân số năm 2001 của Ấn Độ, Sikkarayapuram có dân số 5807 người. Phái nam chiếm 53% tổng số dân và phái nữ chiếm 47%. Sikkarayapuram có tỷ lệ 55% biết đọc biết viết, thấp hơn tỷ lệ trung bình toàn quốc là 59,5%: tỷ lệ cho phái nam là 62%, và tỷ lệ cho phái nữ là 48%. Tại Sikkarayapuram, 15% dân số nhỏ hơn 6 tuổi.